# Rolandt Tweehuysen
Rolandt Tweehuysen (Leiden, 1948) is een Nederlandse taalkundige. 

## Levensloop
Tweehuysen bedacht rond zijn 12de het fictieve land Spokanië en de bijhorende taal, het Spokaans. Later heeft deze hobby er toe geleid dat hij Algemene taalkunde en Scandinavistiek ging studeren en was hij lange tijd verbonden aan de Universiteit van Amsterdam als onderzoeker. Hij schreef de twee boeken ''Uit in Spokanië nooit weg" en (in samenwerking met Joost den Haan) "Spokanië: Berref''.